# Charles de Provenchères

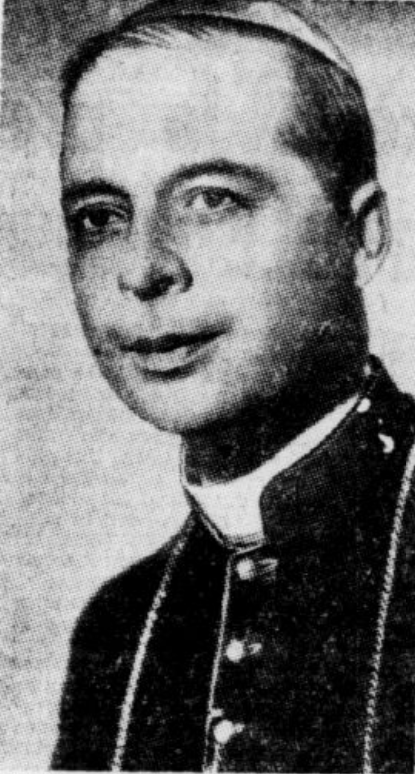
Erzbischof Charles de Provenchères (1952)

Charles de Provenchères (* 3. September 1904 in Moulins; † 2. Juni 1984 in Aix-en-Provence) war ein französischer römisch-katholischer Geistlicher und Erzbischof.

## Leben
Charles-Marie-Joseph-Henri de Provenchères wuchs als Sohn eines Infanteriehauptmanns im Bistum Moulins auf. Er studierte in Rom und wurde 1928 in Moulins zum Priester geweiht. Vom 3. November 1945 bis zum 30. November 1978 war er Erzbischof von Aix-en-Provence. Er unterstützte aktiv die Katholische Aktion, den Arbeiterpriester Jacques Loew, den Gründer der Kleinen Brüder Jesu René Voillaume, und in besonderem Maße die von Magdeleine Hutin gegründeten  Kleinen Schwestern Jesu, die bereits von seinem Vorgänger 1940 am Ort Le Tubet (Avenue du Camp de Menthe) in Aix-en-Provence angesiedelt worden waren. Als einer der Väter des Zweiten Vatikanischen Konzils war er in den 1970er Jahren enttäuscht über das Ausmaß des Glaubensschwunds und ging vorzeitig aus dem Amt. Er starb 1984 im Alter von 83 Jahren. Sein Grab befindet sich in der Kathedrale von Aix-en-Provence.
Er war seit 1958 Ehrendomherr des Bistums Fréjus-Toulon.

## Veröffentlichungen (Vorworte, Auswahl)
- Le Pèlerinage de Saint-Ludan. Hrsg. X. Ohresser. F.-X. Leroux, Straßburg 1946.
  - (deutsch) Die Wallfahrt zum heiligen Ludanus. Hrsg. X. Ohresser. F.-X. Leroux, Straßburg 1948.
- René Voillaume: Au coeur des masses. La vie religieuse des Petits Frères du Père de Foucauld. Cerf, Paris 1950, 7. Auflage 1966.
- Directoire pour la Fraternité séculière Charles de Jésus. Secrétariat de la Fraternité séculière Charles de Jésus, Paris 1957.
- Charles de Foucauld: Œuvres spirituelles. Hrsg. Denise Barrat. Seuil, Paris 1959.